# スレイマン・ディアムテーヌ
スレイマヌ・ディアムテーヌ（Souleymane Diamoutene, 1983年1月30日 - ）は、マリ・シカソ出身の元同国代表サッカー選手。現役時代のポジションはDF。

## 経歴

### クラブ
ディアムテーヌは故郷のジョリバACでキャリアを始め、その後ウディネーゼ・カルチョのスカウトに連れられイタリアに渡った。2001年から2004年までセリエC1のFCルッケーゼ1905で過ごし、その間の2003-04シーズンにセリエAのペルージャ・カルチョにレンタルで在籍した。
2004-05シーズンにUSレッチェへ移籍し、ズデネク・ゼーマン監督の下で主力の1人としてプレー。翌シーズンにゼーマン監督が去り、チームはセリエBに降格してからも変わらず守備陣の中核として奮闘し、2008-09シーズンにセリエA昇格に貢献。各チームの監督が選定するベストイレブンにも選出された。2009年1月にクリスティアン・パヌッチの後釜としてASローマへ315万ユーロの買取りオプション付きでレンタル移籍し、リリアン・テュラムに憧れ背番号21を選んだと喜びを語った。しかしオプションが行使されることはなく、同年8月31日にASバーリへレンタルで加入した。
2010-11シーズンにレッチェへ復帰したが、前シーズンに同じプッリャ州を拠点とするライバルのバーリでプレーしていたためサポーターから攻撃を受ける。出番も僅かであったこともあり、2011年1月20日にデルフィーノ・ペスカーラ1936へレンタル移籍した。
2010年2月10日、ブルガリアのレフスキ・ソフィアと1年半の契約を結んだと発表。5月23日のPFCスベトカビトサ戦 (7-0) で初得点を記録した。
2013年9月18日、セリエDのASDルーパ・ローマに加入した。2015年3月9日、以前よりトレーニングに参加していたフィデーリス・アンドリアと契約し再びセリエDでプレー。翌年3月16日にはセリエBのペスカーラに復帰。
2016年8月15日、マルタ・プレミアリーグに昇格したグジラ・ユナイテッドFCに1年契約で移籍することが発表された。

### 代表
ユースレベルでは1999 FIFA U-17世界選手権に出場。A代表としては、アフリカネイションズカップに2004年、2008年、2010年の3度出場している。

## 所属クラブ
- ASルッケーゼ・リベルタス 2001-2004

→ ペルージャ・カルチョ (Loan) 2003-2004
- USレッチェ 2004-2012

→ASローマ (Loan) 2009.1-6
→ ASバーリ (Loan) 2009-2010
→ デルフィーノ・ペスカーラ1936 (Loan) 2011-2012
- レフスキ・ソフィア 2012
- ASDルーパ・ローマ 2013-2014
- フィデーリス・アンドリア 2015
- デルフィーノ・ペスカーラ1936 2015-2016
- グジラ・ユナイテッドFC 2016-2018
- ASDイジェア・ヴィルトゥス・バルチェッローナ 2018-2019
- レアル・ジュリアノーヴァ 2019-2020

## タイトル
ペルージャ
- UEFAインタートトカップ : 2003

ルーパ・ローマ
- セリエD : 2013-14

ペスカーラ
- セリエD : 2014-15